# 문재린
문재린(文在麟, 1896년 ~ 1985년 12월 29일)은 일제강점기와 대한민국의 시인, 신학자, 장로교 목사로 호는 승아(勝啞), 본관은 남평(南平)이다. 기독교 목사, 사회운동가인 문익환, 문동환 형제의 아버지이도 하다.

## 생애

### 어린 시절
문재린은 함경북도 종성군 화산면 녹야리(현재의 경흥군 록야리)에서 문치정과 박정애 부부의 아들로 출생하였고 지난날 한때 함경북도 경흥군 경흥읍에서 잠시 유아기를 보낸 적이 있는 그는 문익점의 25대손으로서 어린 시절에는 '기린갑이'라는 별명으로 부르기도 했다. 1899년 2월 18일에 부모를 따라 경흥군 경흥읍내 출신의 김신묵(金信默, 어린 시절에는 '고만녜'라는 별명으로 부르기도 했음)과 함께 함경북도 경흥군 경흥읍을 떠나 청나라 지린성으로 이주했고 1911년 4월 7일에는 김신묵과 결혼하게 된다.
1914년에 지린성 룽징시 명동촌의 명동학교 중학교 과정을 졸업하고 베이징으로 유학했다. 베이징에서 활동하고 있던 독립운동가인 김규식의 주선으로 칭다오에 위치한 독일계 기술전문학교 의학부에서 의술을 전공했지만 학교가 폐교된 이후에 베이징 국립고등사범학교 단급과를 졸업했고 1917년에 시절에 지린성으로 귀환하게 된다.

### 둥베이에서의 활동
문재린은 1919년에 일어난 3·1 운동을 계기로 국민회 조직에 가담한 이후에 《독립신문》 기자로 활동하던 도중에 일제 당국에 의해 체포되었고 1921년에 석방되었다. 1922년에 지린성 명동교회 장로로 피선되었으며 1926년까지 평안남도 평양신학교에 재학했다. 1926년부터 1928년까지 지린성에서 목사로 활동했다.
1928년에 캐나다로 유학을 떠나면서부터 토론토 대학교 빅토리아 칼리지에서 개신교 신학을 전공했다. 대학교에서 학사 학위를 받은 이후에 유럽 각지를 방문했고 1932년에 지린성으로 귀환하게 된다. 1932년부터 1946년까지 룽징 중앙교회에서 목사로 활동하면서 교세를 확장했다. 지린성 중앙교회는 지린성 지역에 여러 지교회를 두었고 중화민국 둥베이(東北) 지역에 전도사 7명을 파견했다.
문재린은 지린성에서 남녀 미션 중학교 이사, 노회장을 역임했으며 1932년부터는 만주 조선기독교연합총회 부총회장, 동북신학교 이사장을 역임했다. 한때는 일제 당국으로부터 룽징에서 검거되어 함경북도 성진군으로 압송되기도 했지만 나중에 석방되었다.

### 광복 이후의 활동
1945년 8·15 광복을 계기로 동료들과 함께 대한민국으로 귀국했지만 얼마 지나지 않아서 조선공산당에 의해 체포되고 만다. 그 뒤 옌안시(延安)에서 활동했던 옛 제자의 도움으로 석방되었지만 불과 20여일 만에 소련군 사령부에 의해 체포되었다. 문재린은 사형 또는 소련으로 압송될 위기에 처했지만 나중에 석방되었다.
1946년 6월에 자신의 아내, 자녀들을 비롯한 가족들과 함께 월남한 이후에 1948년까지 서울 금천황금동교회에서 목회자로 활동했으며 지교회 설립, 중학교 설립에 참여했다. 서울 신암교회에서 교회당 건립을 구상했지만 한국 전쟁을 계기로 피난길에 오르게 된다. 제주도 교회연합회 총무를 역임하던 동안에는 피난민 구제 사업에 참여했고 경상남도 거제도에서는 피난민 구제 사업, 피난민 정착촌 건립 사업에 참여했다.
1953년 11월부터 1955년 6월까지 강원도에서 교세 확장에 나섰으며 1955년 2월 20일에는 서울 중구 필동에 한빛교회를 설립했다. 1955년부터 1959년까지 대구 한남신학교 교장을 역임하면서 농촌 목회자를 양성했다. 1971년에는 캐나다 토론토로 이주한 이후에 캐나다에 거주하는 한국인을 대상으로 한 기독교 선교 활동과 반정부 활동을 전개했다.
1973년에는 토론토 대학교 빅토리아 칼리지 산하 이매뉴얼 신학교에서 명예 신학 박사 학위를 받았다. 1981년 4월 2일에 자신의 아내, 자녀들을 비롯한 가족들과 함께 대한항공 007편으로 귀국했으며 1985년 12월 29일에 노환으로 서울대학교병원에서 사망했다.

## 가계
- 아버지: 문치정
- 어머니: 박정애
- 아내: 김신묵(金信默, 1895년 4월 29일(음력 4월 5일) ~ 1990년 9월 18일)
- 첫째 아들: 문익환(文益煥, 1918년 6월 1일 ~ 1994년 1월 18일)
- 둘째 아들: 문동환(文東煥, 1921년 5월 5일 ~ 2019년 3월 9일)

## 참고 문헌
- 안병무 (1986). 〈문재린 목사의 자취〉. 《고 문재린 목사 추모 문집》. 16 ~ 23쪽.